# Azijski divlji pas
Azijski divlji pas je sisavac iz reda Carnivora. Jedina je vrsta roda Coun.
Rasprostire se u većem broju država kao što su: Indija, Rusija, Kina, Turska, Mongolija, Kazahstan, Pakistan, Tajland, Laos, Mijanmar, Vijetnam, Malezija, Indonezija, Bangladeš, Butan, Kambodža, Kirgistan, Nepal i Tadžikistan. U nekim od tih zemalja, vrlo se rijetko sreće i smatra se ugroženom vrstom, zbog gubitka staništa, smanjenog broja životinja koje lovi, konkurencije drugih predatora, progona i eventualno bolesti od domaćih i divljih pasa.
Imaju veliku sposobnost skakanja i preskakanja. Mogu skočiti 3 - 3,5 m u vis i preskočiti 5 do 6 m. Kada imaju zimsko krzno, rep gotovo da dodiruje tlo. Manji su od afričkih divljih pasa. Imaju težinu 10–25 kg i duljinu tijela 88–113 cm.
Azijski divlji pas je vrlo društvena životinja, koja živi u velikim čoporima, koji se povremeno podijeljeni u male grupe za lov. Prvenstveno love srednje velike papkare, koje prvo izmore u dugim progonima. Za razliku od većine drugih društvenih pasa (ali slično afričkom divljem psu), dopuštaju da njihova mladunčad prva jede ulovljeni plijen. Iako imaju strah od ljudi, dovoljno su hrabri da napadnu velike i opasne životinje kao što su: divlje svinje, bivoli, pa čak i tigrovi.
Staništa su im: šume, travna vegetacija, riječni ekosustavi i pustinje.